# Joy Paul Guilford
Joy Paul Guilford (* 7. März 1897 in Marquette (Nebraska); † 26. November 1987 in Los Angeles) war ein faktorenanalytisch arbeitender Persönlichkeits- und Intelligenzforscher, mit dessen Name vor allem das im Folgenden beschriebene „Structure of Intellect“-Intelligenzmodell verbunden wird.
Im Alter von nur 22 Jahren wurde er 1919 Direktor der „Psychology Clinic“. Er blieb dies bis 1921 und sammelte erste praktische Erfahrungen als Psychologe. 1927 promovierte er an der Cornell University unter E. B. Titchener. In den folgenden Jahren beschäftigte sich Guilford mit dem Intelligenzmodell von Charles Spearman und versuchte es zu erweitern. In seinem 1936 publizierten Buch „Psychometric Methods“ ist deutlich der Einfluss Spearmans auf Guilford erkennbar. 
1940 wurde Guilford als Professor an die University of Southern California berufen und ein Jahr später als Direktor der „Psychological Research at Santa Ana Army Air Base“. In dieser Position endlich hat er die Möglichkeiten, seine Theorie des „Structure of Intellect“-Modells, das eine Abkehr von den von Spearman und Philip E. Vernon postulierten hierarchischen Intelligenzmodellen darstellt, zu entwickeln und empirisch an Soldaten der Santa Ana Army Air Base zu überprüfen.
1949 wurde er Präsident der APA (American Psychological Association), der wohl wichtigsten Psychologen-Organisation in den USA. 1954 wurde er in die National Academy of Sciences gewählt. Guilfords besonderes Verdienst in dieser Zeit liegt darin, die lang vernachlässigte Kreativität des Menschen wieder in den Blickpunkt psychologischer Forschung zu rücken und so entscheidende Impulse für die Kreativitätsforschung zu geben.
1967 veröffentlicht Guilford seine Theorie Structure of Intellect, die sich radikal gegen jegliche Hierarchie in der Strukturierung der Intelligenz stellt und vielmehr die Intelligenz als eine Zusammensetzung verschiedener „Cluster“, die sich je aus drei Faktoren ergeben, ansieht. Aufgrund der starken Kritik an diesem Modell überarbeitete 1982 Guilford sein Modell der Intelligenz und räumte einer gewissen Hierarchievorstellung Platz ein.